# Џонстаун (Вајоминг)
Џонстаун (енгл. Johnstown) насељено је место без административног статуса у америчкој савезној држави Вајоминг.

## Демографија
По попису из 2010. године број становника је 242, што је 6 (2,5%) становника више него 2000. године.
| Група             | 2000.       | 2010.      |
| Белци             | 102 (43,2%) | 96 (39,7%) |
| Афроамериканци    | 0 (0,0%)    | 1 (0,4%)   |
| Азијати           | 0 (0,0%)    | 0 (0,0%)   |
| Хиспаноамериканци | 19 (8,1%)   | 16 (6,6%)  |
| Укупно            | 236         | 242        |